# Ликсус
Ликсус (на финик. ; на латински: Lixus) е древен град на север от Лараш. Руините му се извисяват над десния бряг на река Локус.
Първите сведения за него са от 11 век пр.н.е. като за най-югозападното финикийско поселище в Магреб на атлантическия бряг. Ликсус е тирска колония, а от 6 век пр.н.е. /най-вероятно след битката при Алалия/ е съставна част от картагенската конфедерация. Древната му история е много интересна понеже оттук се отправя на африканската си експедиция по крайбрежието на юг Ханон Мореплавателя. Също предполагаемо оттук са се отправяли на презокеанско пътешествие финикийците и пуните според редица съвременни изследователи и автори като Тур Хейердал - при своите вероятни доколумбови презокеански контакти с Америка.
След Втората пуническа война влиза в състава на римската подопечна държавна територия и по-късно в състава на римската провинция Мавритания Тингатана. Най-голям разцвет достига по времето на империята и управлението на Клавдий. Сред руините на древния и античен Ликсус са разкрити амфитеатър, раннохристиянска базилика и мозайка на Нептун. Ликсус е имал и голямо пристанище, като бил най-значимия риболовен център в района.
През 8 век е завладян по времето на арабско-ислямското завоюване на Африка, следствие от което като селище престава да съществува подобно на някогашния си конфедеративен център – Картаген.
От 1 юли 1995 г. Ликсус е в списъка на световното културно наследство на ЮНЕСКО, а достъпът до руините на града е свободен.
През 1970 г. тръгвайки оттук с Ра ІІ, Тур Хейердал и международния екип в лодката с него, успешно прекосяват Атлантическия океан достигайки Барбадос.